# 捷尔任斯克 (下诺夫哥罗德州)

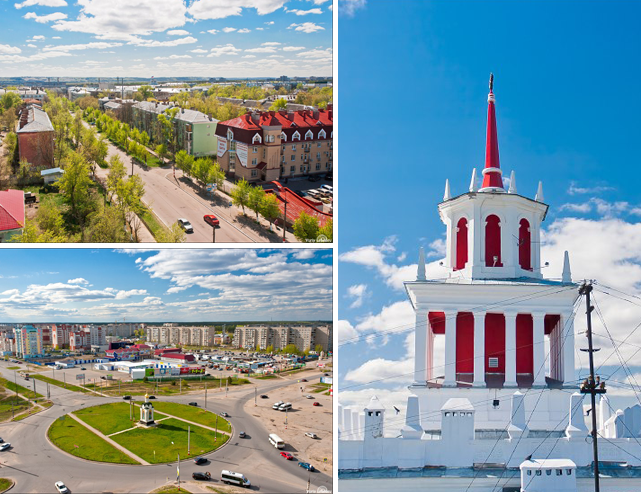
Dzerzhinsk Montage

捷尔任斯克（羅馬化：Dzerzhinsk）是俄罗斯下诺夫哥罗德州的一座城市，位于奥卡河畔，人口261,334人（2002年）。
捷尔任斯克得名于苏联秘密警察契卡的创始人费利克斯·捷尔任斯基。
捷尔任斯克是俄罗斯重要的化工中心，在苏联时期还是主要的化学武器生产地。

## 友好城市
- 白俄羅斯格罗德诺 2005年
- 立陶宛德魯斯基寧凱 2009年
- 德国比特费尔德 2010年